# Strike the Blood
Strike the Blood (яп. ストライク・ザ・ブラッド Суторайку дза Бураддо, рус. «Удар крови» или «Сопротивление крови») — японский роман, автором которого является Гакуто Микумо, а иллюстратором — Маняко. Публиковался в журнале Dengeki Bunko с мая 2011 года. Манга-адаптация начала выпускаться в августе 2012 года издательством ASCII Media Works в журнале Dengeki Daioh. С 2013 года по 2014 был выпущен аниме-сериал.

## Сюжет
Действие происходит в альтернативной реальности, где давно признано существование демонов; в тихом океане есть даже остров — «Итогамидзима», где демоны являются полноценными гражданами и обладают равными с людьми правами. Однако существуют и люди-маги, которые ведут охоту на них, в частности, на вампиров. Обыкновенный японский школьник по имени Акацуки Кодзё по непонятной причине превратился в «чистокровного вампира», четвёртого по числу. За ним начинает следовать молодая девушка Химэраги Юкина, или «шаман клинка», которая должна следить за Акацуки и убить его в случае, если он выйдет из-под контроля.

## Список персонажей
- Кодзё Акацуки (яп. 暁 古城 Акацуки Кодзё:) — главный герой истории, со стороны кажется обыкновенным японским школьником. Является четвёртым «истинным вампиром», сила каждого из которых равна целой армии, но пока не умеет использовать свою силу, так как на момент начала событий стал вампиром 3 месяца назад. От своих друзей скрывает вампирскую сущность, так как когда-то был человеком. Когда Кодзё возбуждается, у него начинается носовое кровотечение. Известно, что Кодзё заключил сделку с предыдущим истинным вампиром Авророй Флорестиной и в наследство от неё получил 12 фамильяров, которые однако не подчиняются Кодзё из-за того, что он долгое время отказывался пить кровь. По мере развития сюжета Кодзё удаётся по очереди призывать новых фамильяров, для одного даже требуется выпить кровь 2-х человек. Однако, они признают Кодзё своим хозяином когда тот пьёт кровь Юкины. Также он может подчинить себе фамильяров противника, если выпьет его крови. Несмотря на свои новоприобретенные силы, юноша старается жить обычной жизнью и не афишировать свою природу. В будущем Кодзё станет мужем Юкине и у них родится дочь. Сэйю: Ёсимаса Хосоя.
- Юкина Химэраги (яп. 姫柊 雪菜) — главная героиня. Агент секретной службы Королевских львов, созданной национальной комиссией по безопасности. Сирота и с детства готовилась как агент. В мирной жизни ориентируется слабо. Так, например, она принимает клюшку для гольфа за разновидность оружия. В то же время несмотря на то что является на два года младше (14л) Кодзё, уже имеет полное школьное образование. Юкина была послана наблюдать за Кодзё, которого ей описали как холодного, бессердечного монстра. Вскоре, однако, она убедилась что её подопечный имеет мало общего с этим описанием. Дабы иметь возможность наблюдать за ним, она поселилась в квартире по соседству. Из-за необходимости постоянно держать Кодзё под наблюдением, Юкина не может даже самостоятельно отлучиться в магазин и в таких случаях Кодзё приходится её сопровождать. Благодаря этому Юкина очень близка со своим подопечным и даже позволяет ему пить свою кровь. Хотя она не знает этого, на самом деле она была послана к Кодзё именно с этой целью — стать его кровавым партнёром и по возможности его девушкой. В будущем Юкина станет женой Кодзё и у них родится дочь. Сэйю: Риса Танэда.
- Асаги Айба (яп. 藍羽 浅葱 Айба Асаги) — подруга Кодзё. Получает хорошие оценки. Гениальный программист, хакер, работает в крупной корпорации. Позже узнаёт о том, что Кодзё является вампиром, а Юкине — шаманом. Тайно влюблена в Кодзё, хотя и признаёт, что он относится к ней только, как к подруге. Является жрицей грешного бога. Сэйю: Асами Сэто.
- Мотоки Ядзэ (яп. 矢瀬 基樹 Ядзэ Мотоки) — друг Кодзё, поначалу кажется, что он является обыкновенным школьником, но на деле является сильным магом-друидом тайно наблюдает за Кодзё. С помощью магии может наблюдать за людьми в радиусе всей территории школы. Может усиливать свою способность, употребляя специальные таблетки. Позже начинает активно помогать Кодзё. Сэйю: Рёта Осака.
- Нагиса Акацуки (яп. 暁 凪沙 Акацуки Нагиса) — младшая сестра Кодзё. Весёлая и легкомысленная девушка. Не знает, что Кодзё является вампиром, и часто навещает его. Учится в одном классе с Юкине. Боится демонов из-за того, что в прошлом оказалась смертельно раненой из-за них. Сэйю: Рина Хидака.
- Нацуки Минамия (яп. 南宮 那月 Минамия Нацуки) — боевой маг с прозвищем «ведьма пустоты» и учитель Кодзё в школе, одна из немногих, кто знает, что он один из истинных вампиров. 26 лет, но выглядит как ребёнок. Невероятно сильна и опытна, выступает в качестве наблюдателя, выступает против организации «Король Лев», но терпимо относится к Юкине. Сэйю: Хисако Канэмото.
- Рудольф Остах — боевой жрец из Православной Церкви Лотарингии, экзорцист из Западной Европы, мечтающий вернуть артефакт, реликвию его церкви — «правую руку святого», украденную и принесённую в жертву архитектором острова Итагами Сэнро для укрепления его (острова) основы. Сэйю: Кэнта Миякэ.
- Астарте — совершенный гибрид фамильяра и гомункула, созданный Рудольфом (а так фамильярами владеют только вампиры), сначала служит Рудольфу, но позже становится прислугой у Нацуки. Сэйю: Юка Игути.
- Саяка Кирисака — близкая подруга Юкины из организации Король Лев. Первоначально постоянно злилась на Кодзё за его близость с Юкиной, но позднее стала испытывать к нему романтические чувства. Как и в случае Юкины, на самом деле Саяка была послана что бы стать вторым кровавым партнёром и супругой Кодзё. Сэйю: Икуми Хаяма.
- Дмитрий Ватлер — также известный как «Лорд Ардеал», чистокровный вампир, который является прямым потомком первого прародителя. Он был влюблён в предыдущего четвёртого прародителя Аврору, и поэтому заинтересовался в Кёдзе после её смерти. Он становится послом после инцидента Налакувера. Сэйю: Юки Оно.
- Канон Канасэ — подруга Нагисы, посещающая ту же школу, что и Юкина. По словам Ля Фолии, Канон — внебрачная дочь её деда, что делает Канон тетей Ля Фолии. Видит в Кёдзе образ брата и человека, на которого можно положиться; возможно, имеет чувства к нему. Сэйю: Канаэ Ито.
- Ля Фолия Риавейн — принцесса Альдегир. Она преследовала Магнуса Крафта ради крови для королевской семьи Альдегира. Позже она стала третьим кровным партнёром Кёдзе, чтобы активировать его третьего фамильяра и спасти Канон. Ля Фолия испытывает очень сильные чувства к Кёдзе. В OVA она сказала, что не выйдет замуж ни за кого, кроме Кёдзе. Сэйю: Саори Ониси.
- Рэйна Акацуки — дочь Кёдзе и Юкины, которая отправилась на 20 лет назад в прошлое, обладает теми же силами, что и Кёдзе и Юкина. Сэйю: Кана Асуми.
- Моэги Акацуки — дочь Асаги и Кёдзе. Была ответственна за отправку Рэйны на 20 лет назад в прошлое, чтобы та преследовала искусственного магического зверя. Сэйю: Минами Цуда.
- Юма Токоёги — подруга детства Кёдзе, с коей он играл в баскетбол. Также дочь Аи Токоёги, колдуньи из Нотарии, которую она хочет освободить из тюрьмы, для этого завладела телом Кёдзе. После возвращения в своё тело оставила своё главное предназначение. Сэйю: Юми Утияма.
- Ая Токоёги — мать Юмы и колдунья из Нотарии. Находилась в заключении внутри тюремного барьере Итогами, поэтому создала Юму и запрограммировала её, дабы та в будущем освободила её.
- Могвай — искусственное интеллектуальное программное обеспечение разработки Асаги Айбы, которое используется для взлома обеспеченных брандмауэров или обновления всех данных, что происходят вокруг острова. Сэйю: Синдзи Кавада.
- Юмэ Эгути — юная девушка суккуб. На протяжении долгого времени находилась взаперти, чтобы взять под контроль Левиафана. Была спасена Кодзё, после чего сильно привязалась к нему. Сэйю: Нао Тояма.
- Кириха Кисаки — надзирательница Юмэ. Позже помогает Кодзё освободить Нагису. Сэйю: Юкиё Фудзии.

## Ранобэ
| №                                                     | Дата публикации       | ISBN                   |
| ----------------------------------------------------- | --------------------- | ---------------------- |
| 1                                                     | 10 мая 2011 года      | ISBN 978-4-04-870267-6 |
| Название тома - Правая рука святого                   |                       |                        |
| 2                                                     | 10 сентября 2011 года | ISBN 978-4-04-870752-7 |
| Название тома - Посланник бога войны                  |                       |                        |
| 3                                                     | 10 февраля 2012 года  | ISBN 978-4-04-886274-5 |
| Название тома - Ангел в огне                          |                       |                        |
| 4                                                     | 10 июня 2012 года     | ISBN 978-4-04-886633-0 |
| Название тома - Лабиринт синей ведьмы                 |                       |                        |
| 5                                                     | 10 октября 2012 года  | ISBN 978-4-04-886899-0 |
| Название тома - Пир наблюдателей                      |                       |                        |
| 6                                                     | 10 февраля 2013 года  | ISBN 978-4-04-891407-9 |
| Название тома - Возвращение алхимика                  |                       |                        |
| 7                                                     | 10 апреля 2013 года   | ISBN 978-4-04-891555-7 |
| Название тома - Ночной лорд пылающего света           |                       |                        |
| 8                                                     | 10 июля 2013 года     | ISBN 978-4-04-891750-6 |
| Название тома - Тиран и дурак                         |                       |                        |
| 9                                                     | 10 октября 2013 года  | ISBN 978-4-04-866023-5 |
| Название тома - Шаман мечник тени                     |                       |                        |
| 10                                                    | 8 марта 2014 года     | ISBN 978-4-04-866428-8 |
| Название тома - Невеста божественной тьмы             |                       |                        |
| 11                                                    | 10 сентября 2014 года | ISBN 978-4-04-866865-1 |
| Название тома - Побег четвёртого носферату            |                       |                        |
| 12                                                    | 10 февраля 2015 года  | ISBN 978-4-04-869254-0 |
| Название тома - Рыцарь грешного бога                  |                       |                        |
| 13                                                    | 10 июня 2015 года     | ISBN 978-4-04-865191-2 |
| Название тома - Розы тартароса                        |                       |                        |
| 14                                                    | 10 ноября 2015 года   | ISBN 978-4-04-865503-3 |
| Название тома - Золотые дни                           |                       |                        |
| 15                                                    | 10 мая 2016 года      | ISBN 978-4-04-865944-4 |
| Название тома - Война истинных вампиров               |                       |                        |
| 16                                                    | 10 декабря 2016 года  | ISBN 978-4-04-892547-1 |
| Название тома - Закат святого рыцаря                  |                       |                        |
| 17                                                    | 9 июня 2017 года      | ISBN 978-4-04-892953-0 |
| Название тома - Сломленное святое копьё               |                       |                        |
| 18                                                    | 10 ноября 2017 года   | ISBN 978-4-04-893398-8 |
| Название тома - Теория правды · Королевство Валькирии |                       |                        |
| 19                                                    | 10 ноября 2018 года   | ISBN 978-4-04-912101-8 |
| Название тома - Вечное ночное пиршество               |                       |                        |
| 20                                                    | 8 июня 2019 года      | ISBN 978-4-04-912517-7 |
| Название тома - Воссоединение принцессы вампиров      |                       |                        |
| 21                                                    | 10 января 2020 года   | ISBN 978-4-04-912957-1 |
| Название тома - Двенадцать фамильяров и кровные слуги |                       |                        |
| 22                                                    | 7 августа 2020 года   | ISBN 978-4-04-913268-7 |
| Название тома - Возвращение рассвета                  |                       |                        |

## Манга
| №  | Дата публикации       | ISBN                   |
| -- | --------------------- | ---------------------- |
| 1  | 15 декабря 2012 года  | ISBN 978-4-04-891279-2 |
| 2  | 27 мая 2013 года      | ISBN 978-4-04-891685-1 |
| 3  | 26 октября 2013 года  | ISBN 978-4-04-866015-0 |
| 4  | 27 марта 2014 года    | ISBN 978-4-04-866393-9 |
| 5  | 27 сентября 2014 года | ISBN 978-4-04-866834-7 |
| 6  | 27 марта 2015 года    | ISBN 978-4-04-869298-4 |
| 7  | 26 сентября 2015 года | ISBN 978-4-04-865352-7 |
| 8  | 27 апреля 2016 года   | ISBN 978-4-04865740-2  |
| 9  | 27 сентября 2016 года | ISBN 978-4-04-892370-5 |
| 10 | 27 марта 2017 года    | ISBN 978-4-04-892767-3 |

## Аниме-сериал

### Список серий аниме
| № серии | Название серии                                                                 | Трансляция в Японии |
| ------- | ------------------------------------------------------------------------------ | ------------------- |
| 1       | Правая рука святого 1 «Сэиджа но Мигиудэ Хэн Ити» (聖者の右腕篇I)              | 04.10.2013          |
| 2       | Правая рука святого 2 «Сэиджа но Мигиудэ Хэн Ни» (聖者の右腕篇II)              | 11.10.2013          |
| 3       | Правая рука святого 3 «Сэиджа но Мигиудэ Хэн Сан» (聖者の右腕篇III)            | 18.10.2013          |
| 4       | Правая рука святого 4 «Сэиджа но Мигиудэ Хэн Йон» (聖者の右腕篇IV)             | 25.10.2013          |
| 5       | Посланник бога войны 1 «Сэн:о но Сиса Хэн Ити» (戦王の使者篇I)                 | 01.11.2013          |
| 6       | Посланник бога войны 2 «Сэн:о но Сиса Хэн Ни» (戦王の使者篇II)                 | 08.11.2013          |
| 7       | Посланник бога войны 3 «Сэн:о но Сиса Хэн Сан» (戦王の使者篇III)               | 15.11.2013          |
| 8       | Посланник бога войны 4 «Сэн:о но Сиса Хэн Йон» (戦王の使者篇IV)                | 22.11.2013          |
| 9       | Ангел в огне 1 «Тэнси Энджо Хэн Ити» (天使炎上篇I)                             | 29.11.2013          |
| 10      | Ангел в огне 2 «Тэнси Энджо Хэн Ни» (天使炎上篇II)                             | 06.12.2013          |
| 11      | Ангел в огне 3 «Тэнси Энджо Хэн Сан» (天使炎上篇III)                           | 13.12.2013          |
| 12      | Ангел в огне 4 «Тэнси Энджо Хэн Йон» (天使炎上篇IV)                            | 20.12.2013          |
| 13      | Лабиринт синей ведьмы 1 «Аоки Маджо но Мэикую: Хэн Ити» (蒼き魔女の迷宮篇I)    | 10.01.2014          |
| 14      | Лабиринт синей ведьмы 2 «Аоки Маджо но Мэикую: Хэн Ни» (蒼き魔女の迷宮篇II)    | 17.01.2014          |
| 15      | Лабиринт синей ведьмы 3 «Аоки Маджо но Мэикую: Хэн Сан» (蒼き魔女の迷宮篇III)  | 24.01.2014          |
| 16      | Пир наблюдателей 1 «Кансокусха-тати но Утагэ Хэн Ити» (観測者たちの宴篇I)      | 31.01.2014          |
| 17      | Пир наблюдателей 2 «Кансокусха-тати но Утагэ Хэн Ни» (観測者たちの宴篇II)      | 07.02.2014          |
| 18      | Пир наблюдателей 3 «Кансокусха-тати но Утагэ Хэн Сан» (観測者たちの宴篇III)    | 14.02.2014          |
| 19      | Пир наблюдателей 4 «Кансокусха-тати но Утагэ Хэн Йон» (観測者たちの宴篇IV)     | 21.02.2014          |
| 20      | Возвращение алхимика 1 «Рэнкинджутсуси но Кикан Хэн Ити» (錬金術師の帰還篇I)   | 28.02.2014          |
| 21      | Возвращение алхимика 2 «Рэнкинджутсуси но Кикан Хэн Ни» (錬金術師の帰還篇II)   | 07.03.2014          |
| 22      | Возвращение алхимика 3 «Рэнкинджутсуси но Кикан Хэн Сан» (錬金術師の帰還篇III) | 14.03.2014          |
| 23      | Империя расцвета 1 «Акацуки но Тэикоку Хэн Ити» (暁の帝国篇I)                  | 21.03.2014          |
| 24      | Империя расцвета 2 «Акацуки но Тэикоку Хэн Ни» (暁の帝国篇II)                  | 28.03.2014          |

### Список серий OVA
| № серии | Название серии                                                                    | Трансляция в Японии |
| ------- | --------------------------------------------------------------------------------- | ------------------- |
| 1       | Королевство валькирии 1 «Варукюуриа но О:коку Зэнпэн» (ヴァルキュリアの王国 前篇) | 25.11.2015          |
| 2       | Королевство валькирии 2 «Варукюуриа но О:коку Коухэн» (ヴァルキュリアの王国 後篇) | 23.12.2015          |

### Список серий Strike the Blood OVA II
| № серии | Название серии                                                                     | Трансляция в Японии |
| ------- | ---------------------------------------------------------------------------------- | ------------------- |
| 1       | Шаман мечник тени 1 «Куро но Кэн'наги-хэн Ити» (黒の剣巫篇I)                       | 23.11.2016          |
| 2       | Шаман мечник тени 2 «Куро но Кэн'наги-хэн Ни» (黒の剣巫篇II)                       | 23.11.2016          |
| 3       | Шаман мечник тени 3 «Куро но Кэн'наги-хэн Сан» (黒の剣巫篇III)                     | 23.12.2016          |
| 4       | Побег четвёртого носферату 1 «То:до: но Даи йон Синсо-хэн Ити» (逃亡の第四真祖篇I) | 23.12.2016          |
| 5       | Побег четвёртого носферату 2 «То:до: но Даи йон Синсо-хэн Ни» (逃亡の第四真祖篇II) | 29.03.2017          |
| 6       | Рыцарь грешного бога 1 «Кюу:син но Киси-хэн Ити» (咎神の騎士篇I)                   | 29.03.2017          |
| 7       | Рыцарь грешного бога 2 «Кюу:син но Киси-хэн Ни» (咎神の騎士篇II)                   | 24.05.2017          |
| 8       | Рыцарь грешного бога 3 «Кюу:син но Киси-хэн Сан» (咎神の騎士篇III)                 | 24.05.2017          |

### Список серий Strike the Blood OVA III
| № серии | Название серии                                                     | Трансляция в Японии |
| ------- | ------------------------------------------------------------------ | ------------------- |
| 1       | Розы тартароса 1 «Тарутаросу но бара I» (タルタロスの薔薇篇I)      | 19.12.2018          |
| 2       | Розы тартароса 2 «Тарутаросу но бара II» (タルタロスの薔薇篇II)    | 19.12.2018          |
| 3       | Розы тартароса 3 «Тарутаросу но бара III» (タルタロスの薔薇篇III)  | 27.03.2019          |
| 4       | Золотые дни 1 «О:гон но хиби I» (黄金の日々篇I)                    | 27.03.2019          |
| 5       | Золотые дни 2 «О:гон но хиби II» (黄金の日々篇II)                  | 29.05.2019          |
| 6       | Золотые дни 3 «О:гон но хиби III» (黄金の日々篇III)                | 29.05.2019          |
| 7       | Война истинных вампиров 1 «Син со таисэн-хэн I» (真祖大戦篇 I)     | 24.07.2019          |
| 8       | Война истинных вампиров 2 «Син со таисэн-хэн II» (真祖大戦篇 II)   | 24.07.2019          |
| 9       | Война истинных вампиров 3 «Син со таисэн-хэн III» (真祖大戦篇 III) | 25.09.2019          |
| 10      | Война истинных вампиров 4 «Син со таисэн-хэн IV» (真祖大戦篇 IV)   | 25.09.2019          |

### OVA II
| № серии | Название серии            | Трансляция в Японии |
| ------- | ------------------------- | ------------------- |
| 1       | «Потерянное святое копьё» | 29.01.2020          |

### Список серий Strike the Blood OVA IV
| № серии | Название серии | Трансляция в Японии |
| ------- | --- | ------------------- |
| 1       | Паладин иллюзий 1 «Кагэро: но хидзири киси-хэн I» (陽炎の聖騎士篇I)                                                  | 08.04.2020          |
| 2       | Паладин иллюзий 2 «Кагэро: но хидзири киси-хэн II» (陽炎の聖騎士篇II)                                                | 08.04.2020          |
| 3       | Паладин иллюзий 3 «Кагэро: но хидзири киси-хэн III» (陽炎の聖騎士篇III)                                              | 29.07.2020          |
| 4       | Вечное ночное пиршество 1 «Оваранаи ёру но утагэ-хэн I» (終わらない夜の宴篇I)                                        | 29.07.2020          |
| 5       | Вечное ночное пиршество 2 «Оваранаи ёру но утагэ-хэн II» (終わらない夜の宴篇II)                                      | 30.09.2020          |
| 6       | Вечное ночное пиршество 3 «Оваранаи ёру но утагэ-хэн III» (終わらない夜の宴篇III)                                    | 30.09.2020          |
| 7       | Воссоединение принцессы вампиров 1 «Саикаи но кюūу:кэцу химэ-хэн I» (再会の吸血姫篇I)                                | 23.12.2020          |
| 8       | Воссоединение принцессы вампиров 2 «Саикаи но кюūу:кэцу химэ-хэн II» (再会の吸血姫篇II)                              | 23.12.2020          |
| 9       | Воссоединение принцессы вампиров 3 «Саикаи но кюūу:кэцу химэ-хэн III» (再会の吸血姫篇III)                            | 26.03.2021          |
| 10      | Двенадцать фамильяров и кровные слуги 1 «Джу: ни но кэмоно то ти но дзу:ся та хэн I» (十二眷獣と血の従者たち篇I)     | 26.03.2021          |
| 11      | Двенадцать фамильяров и кровные слуги 2 «Джу: ни но кэмоно то ти но дзу:ся та хэн II» (十二眷獣と血の従者たち篇II)   | 30.06.2021          |
| 12      | Двенадцать фамильяров и кровные слуги 3 «Джу: ни но кэмоно то ти но дзу:ся та хэн III» (十二眷獣と血の従者たち篇III) | 30.06.2021          |

### Список серий Strike the Blood OVA Final
| № серии | Название серии                                                      | Трансляция в Японии |
| ------- | ------------------------------------------------------------------- | ------------------- |
| 1       | Возвращение рассвета 1 «Акатсуки но шаисэн-хэн I» (暁の凱旋篇I)     | 30.03.2022          |
| 2       | Возвращение рассвета 2 «Акатсуки но шаисэн-хэн II» (暁の凱旋篇II)   | 30.03.2022          |
| 3       | Возвращение рассвета 3 «Акатсуки но шаисэн-хэн III» (暁の凱旋篇III) | 29.07.2022          |
| 4       | Возвращение рассвета 4 «Акатсуки но шаисэн-хэн IV» (暁の凱旋篇IV)   | 29.07.2022          |